# Bogát
Bogát is een plaats (város) en gemeente in het Hongaarse comitaat Vas.